# Melaleuca trichostachya
Melaleuca trichostachya är en myrtenväxtart som beskrevs av John Lindley. Melaleuca trichostachya ingår i släktet Melaleuca och familjen myrtenväxter. Inga underarter finns listade i Catalogue of Life.

## Bildgalleri

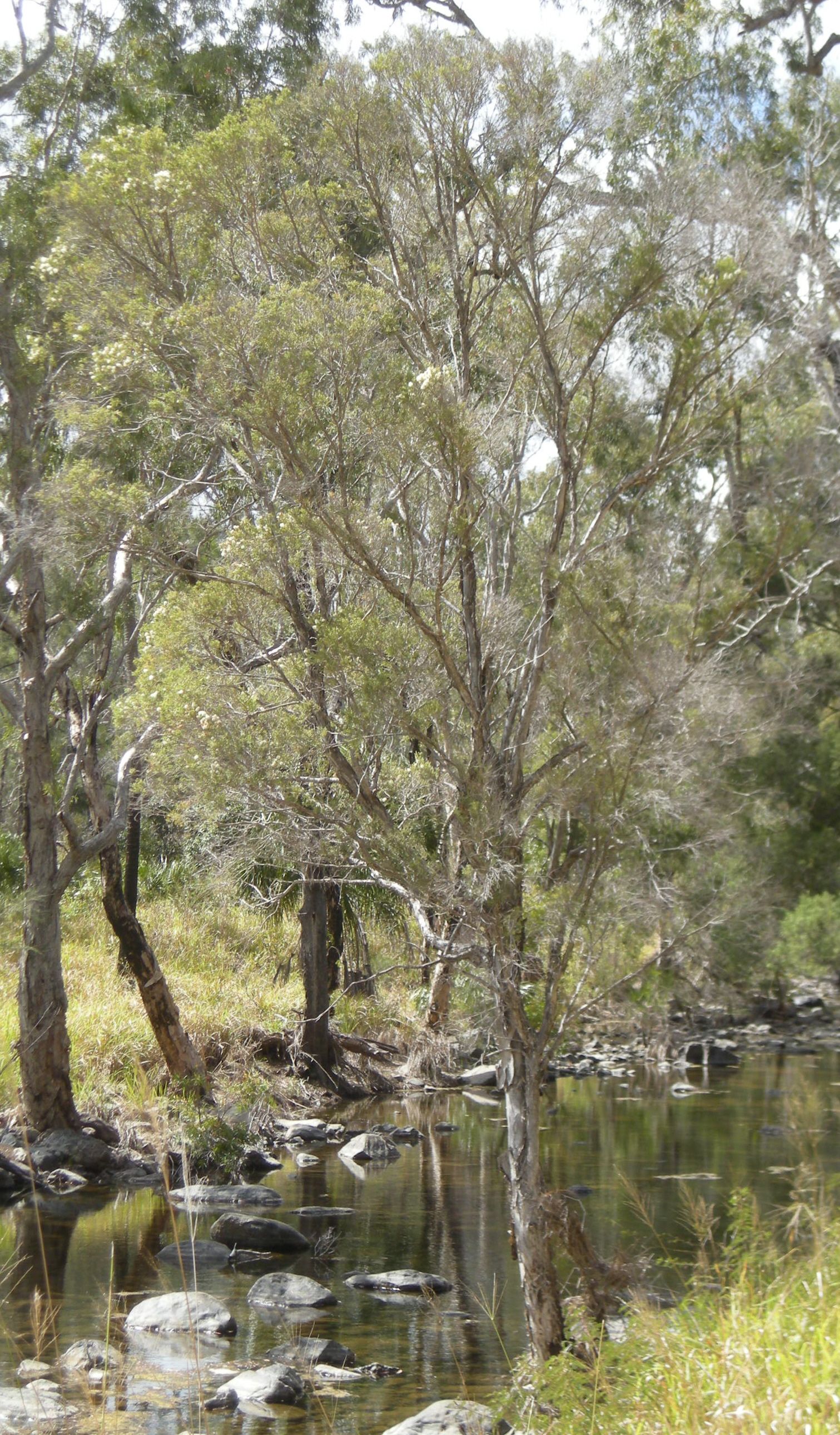
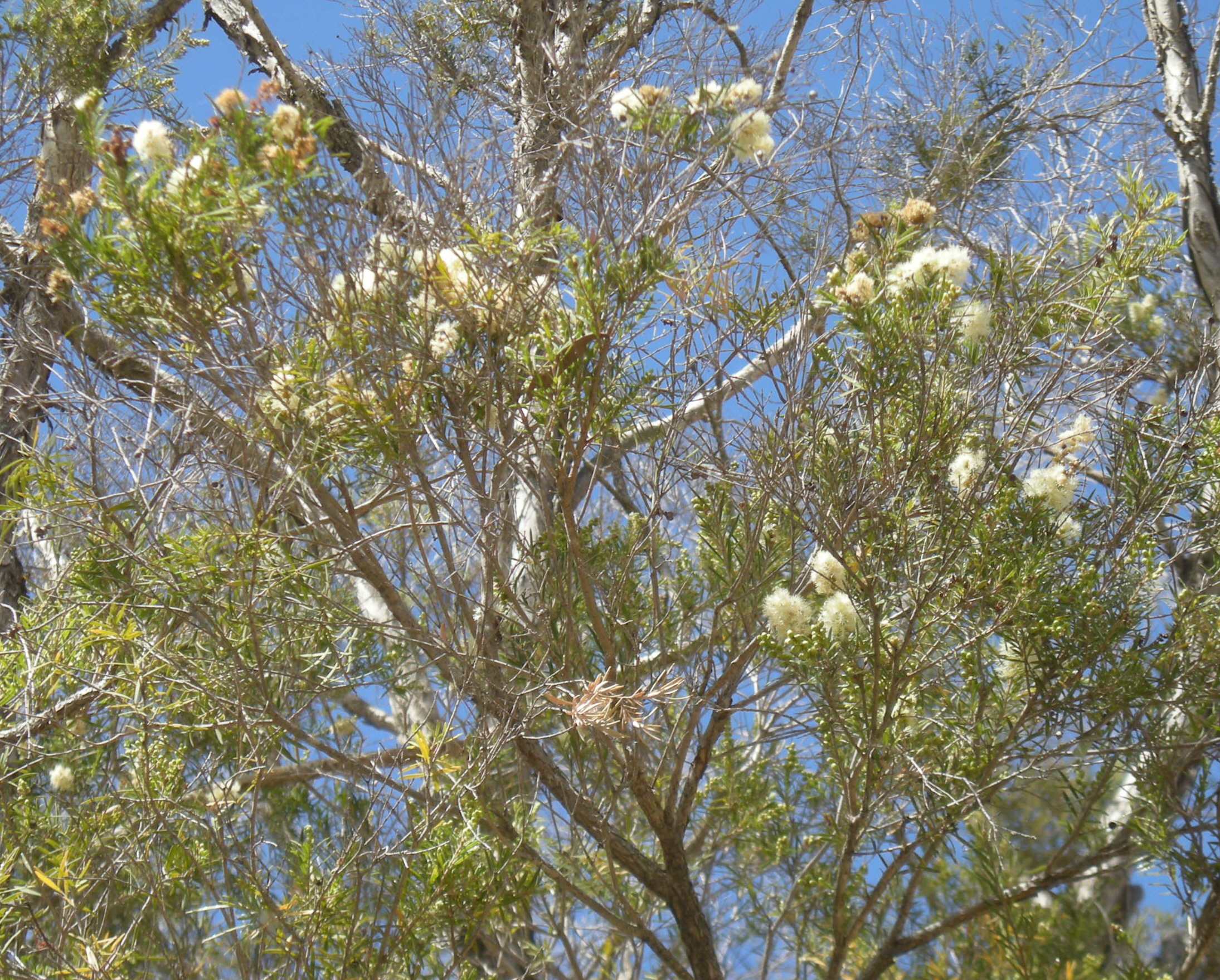